# Ауторитет
Ауторитет је признати или наметнути углед или утицај од стране неке особе или институције. Може постојати само у условима друштвених односа, друштвених вредности и норми на основу којих се одређују критеријуми признавања ауторитета. Сматра се да су у процесу социјализације личности први значајни ауторитети за децу родитељи, у првом реду мајка, а затим и отац као и њихове замене, примарно из емоционалних разлога. Каснији ауторитети поред емоционалне имају рационалне и социјалне компоненте.
Ауторитет истовремено значи и моћ нарочито ако се заснива на стручности, моралним врлинама, знању, личним особинама, или на социјалном положају, па се разликују рационални и ирационални ауторитети, јавни и анонимни ауторитети, харизматски и легални ауторитети. У друштвима аутократске и ауторитарне организације често се фаворизују наметнути ауторитети који имају утицај само док такво стање траје. Аутентични ауторитети свој утицај задржавају дуже време.

## Историја
Древна схватања ауторитета потичу из Рима и касније пристичу из католичке (томистичке) мисли и других традиционалних схватања. У модернијим терминима, облици власти укључују прелазну власт (испољену, на пример, у Камбоџи),, јавну власт у облику народне моћи и, у административнијим терминима, бирократске или управљачке технике. Што се тиче бирократског управљања, једно од ограничења владиних агената извршне власти, како их је истакао Џорџ А. Краус, јесте то што они нису толико блиски народној вољи као што су то изабрани представници. Захтеви за ауторитетом могу се проширити на национални или индивидуални суверенитет, што се широко или привремено схвата као захтев за политички ауторитет који је легитиман.
Историјска примена ауторитета у политичком смислу укључује формирање града-државе Женеве, а експериментални трактати који укључују тему ауторитета у вези са образовањем укључују Емил, или О образовању Жан-Жака Русоа. Како Дејвид Лејтин дефинише, ауторитет је кључни концепт који треба дефинисати у одређивању опсега и улоге политичке теорије, науке и истраживања. Релевантност утемељеног схватања власти укључује основно утемељење и формирање политичких, грађанских и/или црквених институција или представника. Последњих година, међутим, ауторитет у политичком контексту је доведен у питање.

## Политичка филозофија
Било је неколико доприноса дебати о политичком ауторитету. Између осталих, Хана Арент, Карл Јоаким Фридрих, Томас Хобс, Александар Којев и Карл Шмит дали су неке од најутицајнијих текстова.
У европској политичкој филозофији, надлежност политичке власти, локација суверенитета, балансирање појмова слободе и ауторитета, и захтеви политичких обавеза били су кључна питања од времена Платона и Аристотела до данас. Већина демократских друштава је укључена у сталну дискусију о легитимном обиму вршења владине власти. У Сједињеним Државама, на пример, преовлађује уверење да политички систем какав су успоставили оснивачки очеви треба да пружи становништву онолико слободе колико је разумно; та влада би у складу са тим требало да ограничи своја овлашћења, позната као ограничена влада.
Политички анархизам је филозофија која одбацује легитимитет политичког ауторитета и приврженост било ком облику суверене владавине или аутономије националне државе. Аргумент за политичку анархију износи Мајкл Хјумер у својој књизи Проблем политичког ауторитета. С друге стране, један од главних аргумената за легитимност државе је нека форма теорије друштвеног уговора коју је развио Томас Хобс у својој књизи Левијатан из 1668. или Жан-Жак Русо у својим политичким списима о друштвеном уговору.
Ово дело је добило оповргавање у публикацији под називом Конфузија друштвеног уговора Жан-Жака Русоа од стране језуите Алфонса Музарелија у Италији 1794. године.

## Социологија
Од појаве друштвених наука, ауторитет је постао предмет истраживања у различитим емпиријским окружењима: породица (ауторитет родитеља), мале групе (неформални ауторитет руководства), посредне организације као што су школе, цркве, војске, индустрије и бирократије (организациони и бирократски ауторитет) и друштвене или инклузивне организације, у распону од најпримитивнијег племенског друштва до модерне националне државе и посредне организације (политичка власт).
Дефиниција ауторитета у савременим друштвеним наукама остаје предмет расправе. Макс Вебер је у свом есеју „Политика као позив” (1919) поделио легитимну власт на три типа. Други, попут Хауарда Блума, предлажу паралелу између ауторитета и поштовања/уважавања предака.

## Сједињене Државе
Разумевање политичке власти и вршења политичких моћи у америчком контексту потиче од писања оснивачких очева, укључујући аргументе које су у Списима федералиста изнели Џејмс Медисон, Александар Хамилтон и први главни судија Сједињених Држава Џон Џеј, а касније и говори 16. председника Сједињених Држава Абрахама Линколна. „Наша влада почива на јавном мњењу“, рекао је Линколн 1856. године. У свом говору 1854. у Пеорији, Илиноис, Линколн је заступао предлог „да сваки човек треба да ради тачно оно што жели са свиме што је искључиво његово сопствено,“ принцип који постоји „у темељу осећаја за правду.“‍:47 Овај осећај личног власништва и управљања био је саставни део праксе самоуправљања, како га је Линколн видео од стране републиканске нације и њеног народа. То је било зато што је, како је Линколн такође изјавио, „ниједан човек није довољно добар да управља другим човеком, без пристанка тог другог.“‍:48
Амерички председник је позван да полаже одговорност законодавном телу за понашање целе владе, укључујући и регулаторне агенције. Председник утиче на именовања, процес буџетирања и има право и капацитет да преиспита регулаторна правила од случаја до случаја. Још од времена Реганове администрације председник је био обавештен о анализи трошкова и користи уредбе. Стварање регулаторне агенције захтева акт Конгреса који прецизира њену надлежност, сродна овлашћења и делегирана овлашћења. Регулаторни органи се могу квалификовати као независне агенције или агенције извршне власти, што је избор који је разлог борбе између конгреса и председника, као и са америчким судовима. Улога потоњег је ограничена овлашћењем власти да регулише имовинска права без законских права које судови обавезно примењују.